# Norbert Klaar
Norbert Klaar (Wittenberge, 12 de outubro de 1954) é um atirador esportivo alemão. Ele foi campeão olímpico na categoria de tiro rápido 25 metros masculino nos Jogos Olímpicos de Verão de 1976 em Montreal.